# ۱۴ ژوئن
۱۴ ژوئن در تقویم گرگوری، صد و شصت و پنجمین (در سال‌های کبیسه صد و شصت و ششمین) روز سال است. ۲۰۰ روز تا پایان سال باقی است.

## رویدادها
- ۲۰۰۷ - محمود عباس، رئیس دولت خودگردان فلسطین به بهانه اقدام حماس در سلطه بر مناطق تحت کنترل شبه نظامیان فتح (نیروی نظامی دولت خودگردان) اسماعیل هنیه، نخست‌وزیر این دولت را برکنار کرد و سلام فیاض را به این مقام منصوب نمود.
- ۲۰۱۳ - یازدهمین انتخابات ریاست جمهوری در ایران همزمان با چهارمین دوره انتخابات شورای شهر و روستا و نیز انتخابات میان دوره‌ای مجلس نهم با حضور شش نامزد برگزار شد. بنابر اطلاعیه وزارت کشور حسن روحانی در این دوره با کسب ۵۰٫۷٪ آرا در رقابت با افرادی همچنون محمد باقر قالیباف و سعید جلیلی رسماً به عنوان هفتمین رئیس‌جمهور ایران برگزیده شد. مشارکت مردمی در این انتخابات ۷۲٫۹۴ درصد آرا بود.
- ۲۰۱۸ - آغاز جام جهانی فوتبال ۲۰۱۸ روسیه

## زادروزها
- ۱۸۹۹ - محمد بشیر ابراهیمی، فقیه مالکی، زبان‌شناس، ادیب، روزنامه‌نگار و اصلاح‌طلب الجزایری
- ۱۹۲۴ – آبراهام زابلودوفسکی، معمار و نقاش اهل لهستان (د. ۲۰۰۳)
- ۱۹۲۸ - ارنستو چه گوارا، پزشک، چریک، سیاست‌مدار و انقلابی مارکسیست آرژانتین
- ۱۹۴۴ - علی صیاد شیرازی، فرمانده نیروی زمینی ارتش جمهوری اسلامی ایران (۱۹۸۹–۱۹۸۱) و عضو شورای عالی دفاع
- ۱۹۴۶ - احمد ظاهر، خواننده و نوازنده برجسته افغانستان
- ۱۹۴۶ - دونالد ترامپ، چهل و پنجمین رئیس‌جمهور ایالات متحده آمریکا

## مرگ‌ها
- ۱۹۴۶ - جان لوگی برد، مهندس بریتانیایی و یکی از مخترعین تلویزیون مکانیکی (بسک هیل، انگلستان)
- ۱۹۸۶ - خورخه لوئیس بورخس (به اسپانیایی: Jorge Luis Borges) ‏ (۱۸۹۹ - ۱۹۸۶) نویسنده، شاعر و ادیب معاصر آرژانتینی
- ۱۹۷۹ - احمد ظاهر، خواننده و نوازنده برجسته افغانستان

## مناسبت‌ها
- روز جهانی اهدای خون
- روز پرچم در کشور ایالات متحده به مناسبت سالگرد تصویب پرچم کنونی این کشور در سال ۱۷۷۷ توسط کنگره دوم قاره ای